# Maarten Gerritsz Vries
Maarten Gerritsz Vries o Fries, scritto anche de Vries (Harlingen, 18 febbraio 1589 – 1646) è stato un cartografo ed esploratore olandese, il primo europeo occidentale a lasciare un resoconto della propria visita al mare di Ochotsk ed all'isola di Sachalin.
Non si conosce molto della vita di de Vries. Nacque probabilmente a Harlingen (Paesi Bassi) nel 1589 e visse molti anni a Taiwan. Viene ricordato soprattutto per la sua spedizione del 1643 nel Pacifico nordoccidentale alla scoperta della costa della Tartaria, per conto di Anthony van Diemen, governatore di Batavia. Fu la seconda spedizione alla ricerca delle leggendarie isole d'oro e d'argento del Pacifico, mai scoperte da nessuno, dopo una fallimentare spedizione guidata nel 1639 da Matthijs Quast.

## Spedizione de Vries

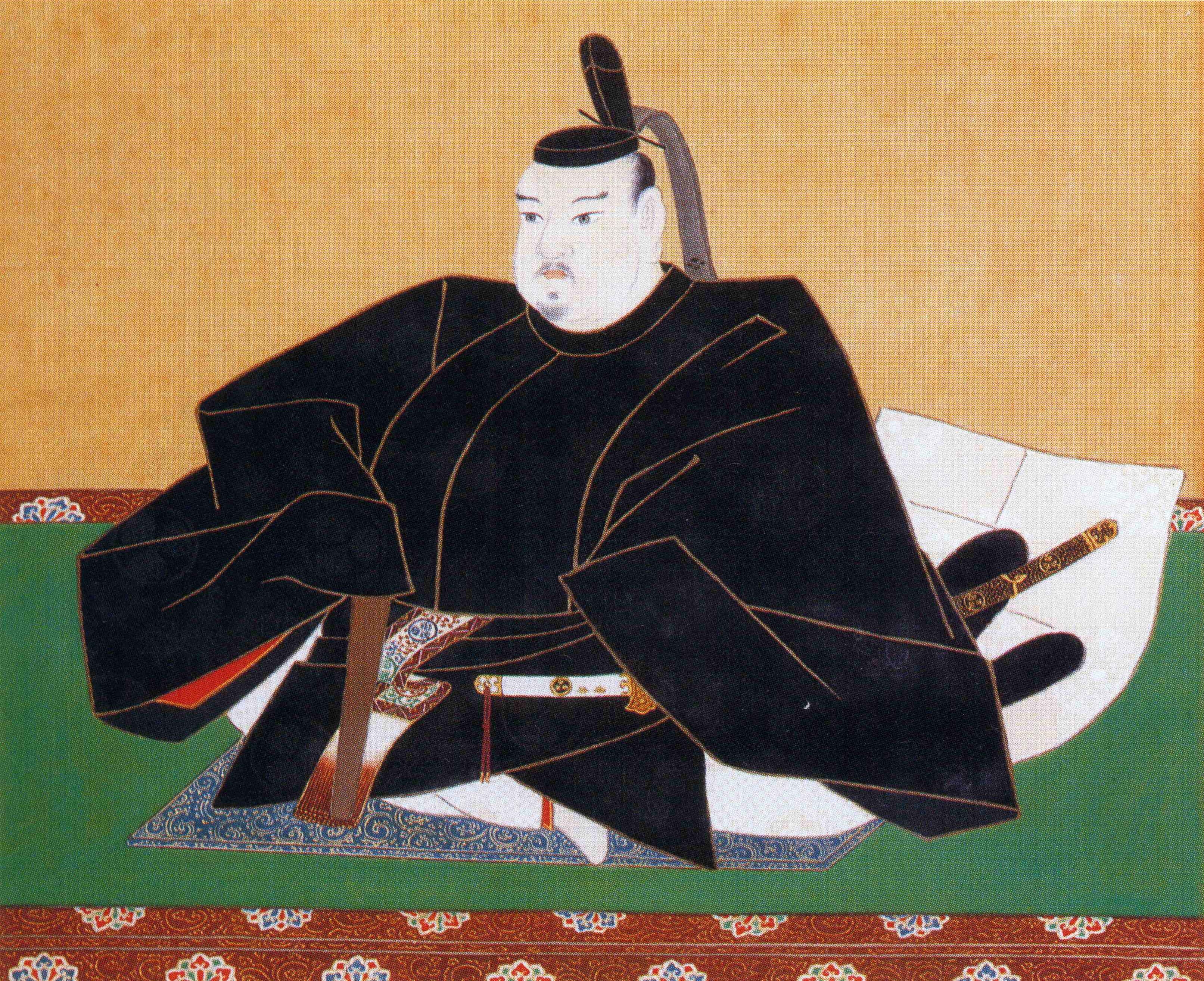
Tokugawa Iemitsu

Le due navi, la Castricum di de Vries e la Breskens comandata da Hendrick Cornelisz Schaep salparono da Batavia, capitale della Giava olandese, nel febbraio 1643. Dopo uno scalo a Ternate nelle Molucche proseguirono il viaggio il 4 aprile. Il 20 maggio le due navi si divisero nel corso di una tempesta al largo di Hachijō-jima, un'isola posta 290 km a sud di Tokyo, che, a causa di questo evento, fu battezzata isola Ongeluckich, o "Sfortunata", dagli olandesi.

### LaBreskensa Yamada
La Breskens giunse in una promettente baia e fu ricevuta amichevolmente dalla popolazione di Yamada su Honshū. Sei settimane dopo la Breskens ripartì da Yamada, probabilmente approfittando del bel tempo. Quella sera organizzarono una festa con un samurai e molto probabilmente con alcune donne giapponesi. Non si sa esattamente cosa accadde, dato che il diario si perse nel 1692, dopo che Nicolaes Witsen lo ricevette. Il giorno dopo, il 29 luglio, dieci membri dell'equipaggio, tra cui il capitano, furono invitati dalle donne in una fattoria dove avrebbero ricevuto verdura e pesce fresco. All'equipaggio disarmato furono offerti sakè e riso, furono catturati e mandati a Morioka e Edo per essere interrogati. I giapponesi temevano l'arrivo dei gesuiti spagnoli. Gli ufficiali del bakufu erano molto attenti al problema della difesa delle coste. Dopo aver capito che l'equipaggio era olandese e che non erano cattolici, si pose il problema di come rilasciarli. Dopo l'arrivo di Jan van Elserac lo shōgun Tokugawa Iemitsu li mandò a dicembre a Dejima. L'equipaggio dovette attendere nove mesi prima che partisse una nave per Taiwan, mentre la Breskens era ripartita da Honshu già alla fine di luglio (senza il capitano) alla ricerca delle isole d'oro e d'argento.

### LaCastricumverso nord
Nell'estate del 1643 la Castricum salpò per le isole Curili meridionali, visitando Kunashir, Iturup (che chiamarono "isola di Stati", anche se oggi quel termine viene usato solo per indicare Staten Island, a New York) e Urup, dove incontrarono nuovamente gli Ainu e che battezzarono "isola della Compagnia" reclamandola per conto dei Paesi Bassi.
La Castricum passò tra le isole di Iturup e Urup, nello stretto che fu poi chiamato stretto di Vries dal nome dello scopritore, entrando nel mare di Ochotsk.
Gli olandesi proseguirono verso nord, senza trovare altra terra finché non furono spinti a sudovest verso le coste di Hokkaidō. Da lì ripartirono verso nord scoprendo Capo Aniva (estremità sudorientale dell'isola di Sachalin), golfo Terpenija (dove dovettero attendere la scomparsa della nebbia) e capo Terpenija ad est.
Dopo un'altra escursione, ad est nel Pacifico, la Castricum tornò in acque giapponesi incontrando la Breskens al largo di Kyūshū. Le due navi si diressero a Fort Zeelandia (Taiwan) per poi tornare a Batavia a metà dicembre del 1643.

## Battaglie di La Naval de Manila
Maarten Gerritsz Vries morì a bordo a causa di una malattia dopo aver condotto un fallimentare tentativo di invadere le Filippine.